# Grote Markt (Lier)

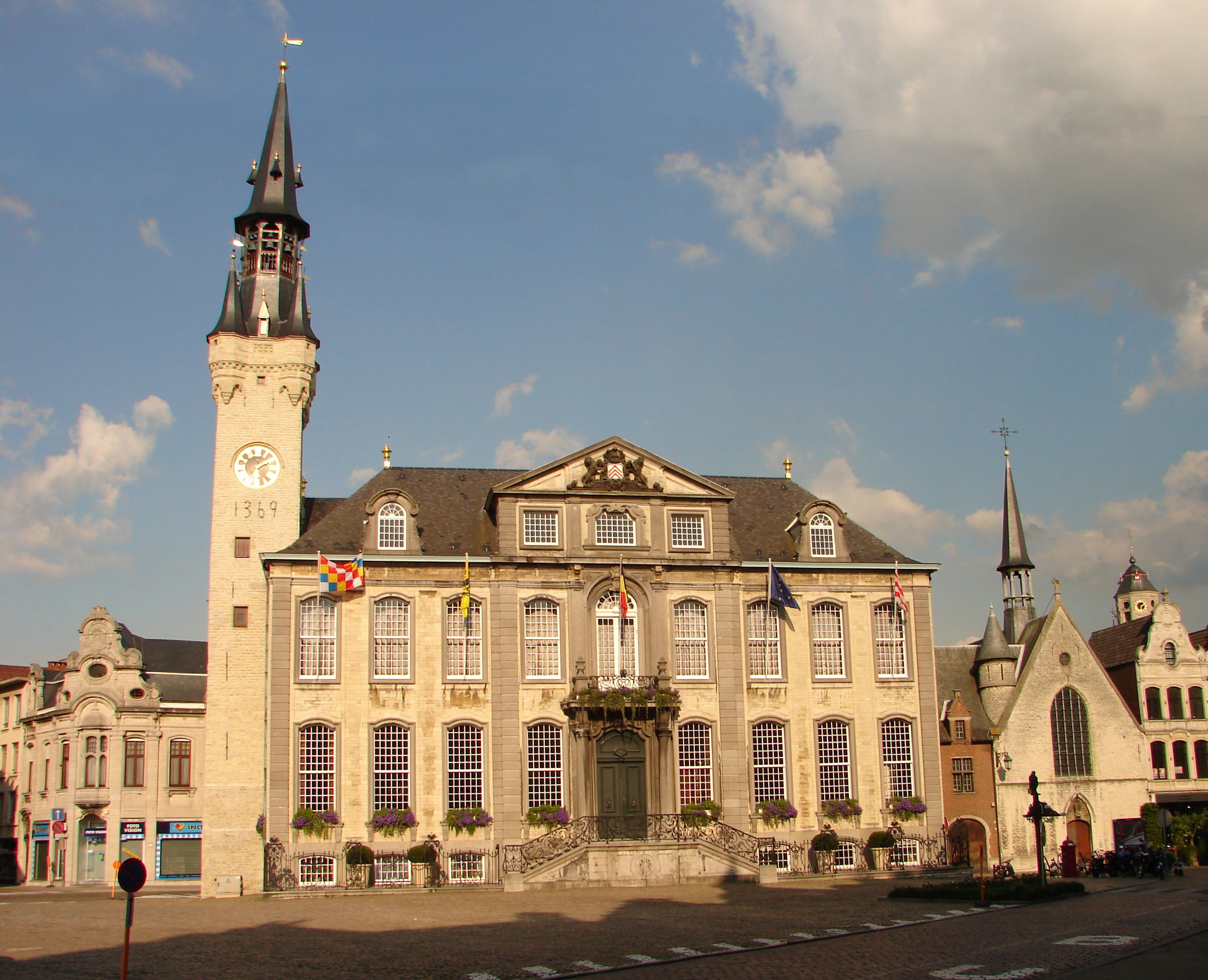
Belfort, stadhuis en een deel van de Sint-Jacobskapel op de Grote Markt van Lier

De Grote Markt van Lier is het grote marktplein van de Belgische stad Lier. De driehoekige vorm zou erop wijzen dat Lier een Frankische oorsprong heeft.

## Geschiedenis
De Grote Markt is sinds de middeleeuwen een belangrijk centrum van Lier, dat in 1212 tot stad was verheven. Verschillende hoofdstraten komen hier samen vanuit de stadspoorten. In 1367 werd er een lakenhal, die later het stadhuis werd, opgericht. Reeds in 1383 werd het deel van de markt voor deze lakenhal gekasseid. In 1557 werd de hele markt opgehoogd en in kasseien gelegd.
Tot voor de Eerste Wereldoorlog gaven oude 17e- en 18e-eeuwse gildehuizen de markt zijn uitzicht. Driekwart van de huizen werd echter vernield in 1914, waarbij vooral de westelijke zijde bewaard is gebleven. Enkele gebouwen werden in hun oorspronkelijke vorm herbouwd. Andere gebouwen in wederopbouwarchitectuur verwijzen weinig naar het uitzicht van voor de oorlog.
Meer dan tien jaar werd er gediscussieerd over de heraanleg van de Lierse Grote Markt. Deze aanhoudende discussie leidde tot een volksraadpleging op 14 december 2008. Hierbij werd het voorgestelde plan verworpen. De heraanleg van de Grote Markt startte in 2011 en de officiële opening vond plaats op 27 april 2012 ter gelegenheid van "Lier 800", de festiviteiten rond het 800-jarig bestaan als stad. Op de vernieuwde Grote Markt bevinden zich vijf fonteinen, een ontwerp van de architecten Robbrecht & Daem.
De markt bevat ook een tegel (heksensteen) ter herinnering aan de laatste heksenverbranding. Deze vond plaats in 1590 toen Cathelyne van den Bulcke er werd terechtgesteld. Verder vonden er op die plek nog terechtstellingen plaats in Lier tot de 19e eeuw. De laatste terechtstelling was op 11 mei 1842 toen de moordenaar van pastoor Petrus De Groof er onthoofd werd.

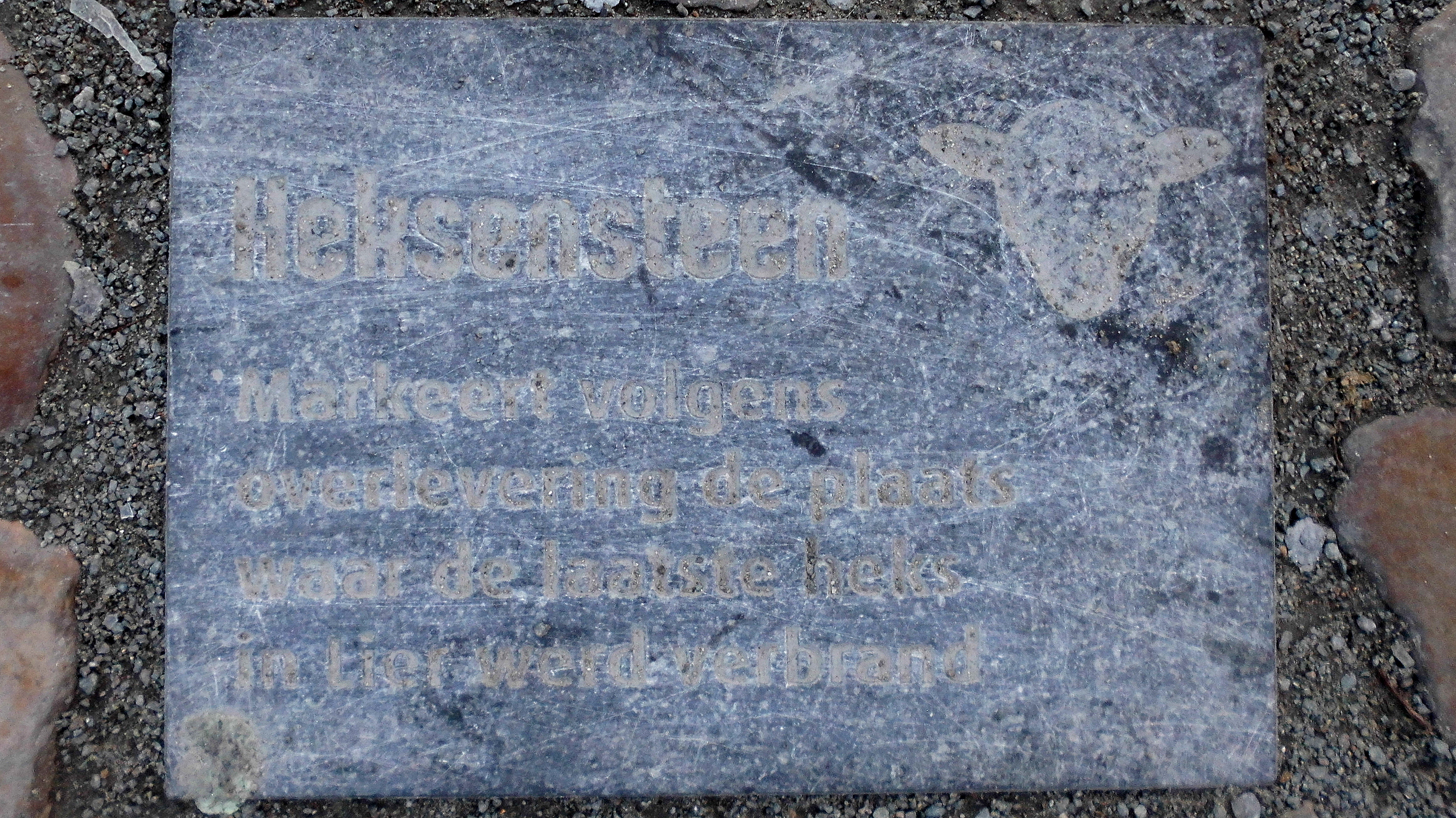
Heksensteen op de grote markt te Lier

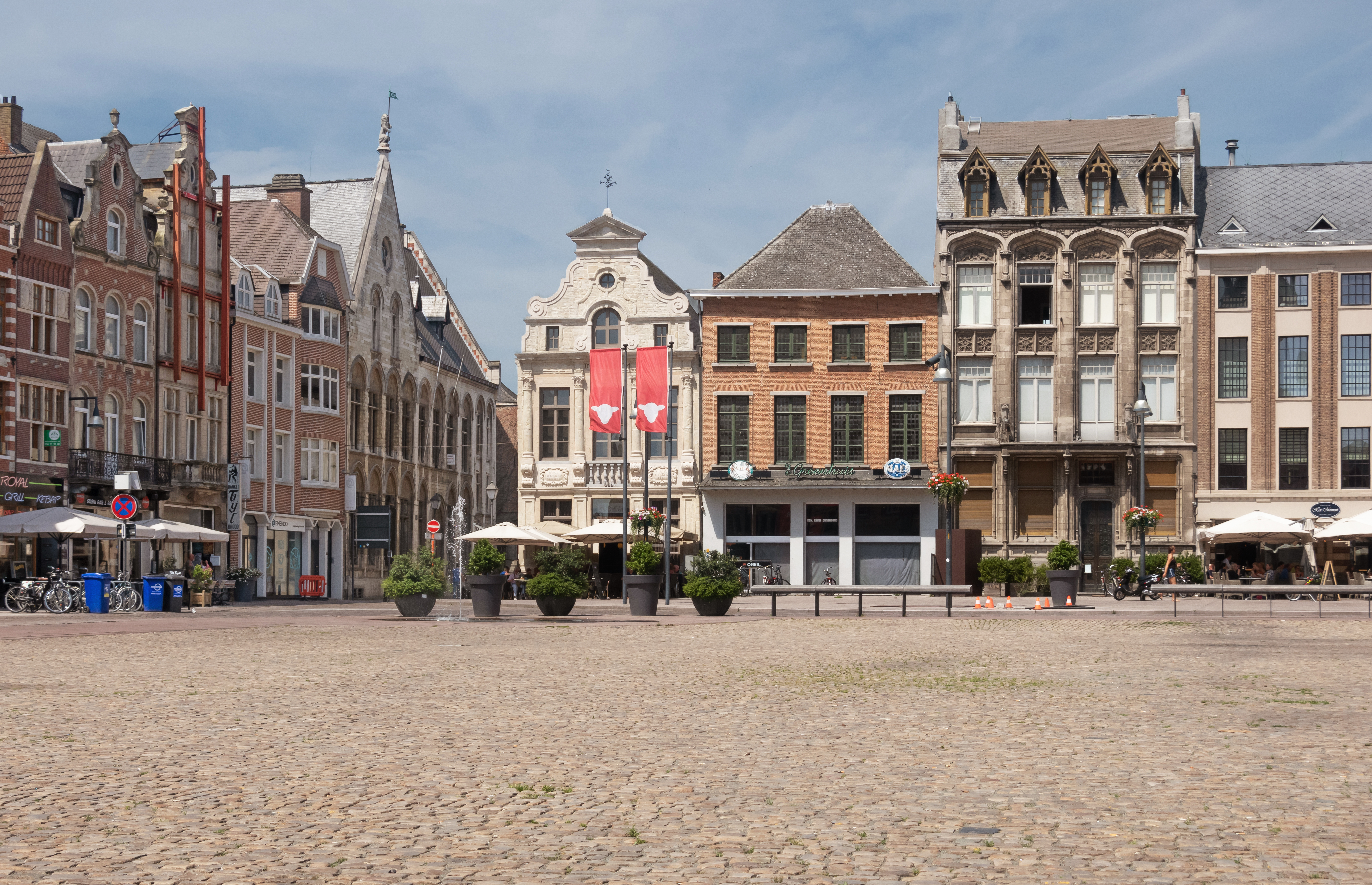
Grote Markt 30 t/m 38

## Bezienswaardigheden
- Het Belfort
- Het Stadhuis
- Het Vleeshuis
- De Sint-Jacobskapel

Daarnaast zijn een paar gevels te zien van de oude gildehuizen, meestal uit de 17e en 18e eeuw:
- "d'Eycken Boom", met barokgevel uit 1709, (nr. 36) was ooit de vergaderplaats en schouwburg van de rederijkerskamer "'t Dor werd groyende". Op de geveltop is nog een smeedijzeren boompje te zien, dat aan de oude herbergnaam "Den groyenden Boom" herinnert en op zijn beurt het wonder van Sint Gummarus voorstelt. Het gebouw werd reeds in 1440 vermeld als "Den Inghel", en in 1502 aangekocht door het rederijkersgezelschap "de Groeyende Boom". Het achtergebouw werd in 1557 verkocht. Na felle beschadigingen in 1638 werd het pand in zijn huidige late barokstijl herbouwd. Bij grote verbouwingen in 1764-1765 werd onder andere het achterhuis opnieuw aangekocht en geïntegreerd.
- Het huisnummer 15 "Den Hert" is het geboortehuis van de schilder Raymond de la Haye. Het huis dateert uit 1923.
- Schuin tegenover het stadhuis, het voormalige "Brouwershuis" nr. 20 uit 1717. De gevel is versierd met attributen van het brouwerambacht en de patroonheilige Sint Arnold. Het gebouw was al van 1472 tot 1620 eigendom van de handbooggilde Sint-Sebastiaan. Bij de aankoop door de brouwersgilde in 1717 werd het verbouwd. In 1914 werd het huis verwoest, en daarna heropgebouwd naar zijn vroeger uitzicht, met uitzondering van het gelijkvloers en het centrale deel van de etage.
- Op het huisnummer 26 is de baron Isidore Opsomer geboren. Het huis was in 1734 als eigendom van de stad en deed dienst als wachtpost. Nadat het door de Fransen in brand was gestoken in 1814, werd het in 1830 heropgebouwd. Het deed onder meer dienst als octrooibureau, gewoon burgerhuis, en wachtzaal voor de stoomtram, tot het eveneens in 1914 werd verwoest. Het werd na de oorlog weer opgebouwd.
- Het huis nr. 38 dateert van 1908 en is in neogotische stijl opgetrokken. Hier woonde de drukkersfamilie Van In. Het balkon wordt gedragen door 3 consoles, voorstellende: Sint-Augustinus (patroon van de drukkers), Gutenberg en Dirk Martens. Op de gevel zijn nog enkele andere attributen van het drukkersvak te zien.
- Het huis "De Palmboom", bakkershuis (nr. 41-42) uit 1717, bezit nog een authentieke renaissancegevel.
- Achter het stadhuis in "Het Schaakberd" nr. 57, bevond zich in de 17e eeuw de stedelijke brouwerij.
- Het huisnummer 68 is het geboortehuis van kanunnik Jan Baptist David, geboren in 1801, de naamgever van het Davidsfonds.